# Дяківська сільська рада (Антрацитівський район)
| Дяківська сільська рада — колишній орган місцевого самоврядування у Антрацитівському районі Луганської області з адміністративним центром у с. Дякове. Історична дата утворення: в 1943 році. Водоймища на території, підпорядкованій даній раді: річки Нагольна, Юськіна. Сільській раді були підпорядковані населені пункти: - с. Дякове - с. Червоний Жовтень |

## Склад ради
Рада складалася з 20 депутатів та голови.

### Керівний склад ради
| ПІБ                           | Основні відомості                                                         | Дата обрання | Дата звільнення |
| ----------------------------- | ------------------------------------------------------------------------- | ------------ | --------------- |
| Бондаренко Олександр Іванович | Сільський голова, 1966 року народження, освіта, безпартійний              | 26.03.2006   | 31.10.2010      |
| Бондаренко Олександр Іванович | Сільський голова, 1966 року народження, освіта вища, член Партії регіонів | 31.10.2010   |                 |

Примітка: таблиця складена за даними джерела